# Colin Clarke
Colin John Clarke (n. Newry, Irlanda del Norte, 30 de octubre de 1962) es un exfutbolista y actual entrenador norirlandés, que jugaba de delantero. Pese a que nació en Irlanda del Norte, el delantero realizó toda su carrera futbolística en Inglaterra, donde jugó en 8 clubes de ese país.

## Selección nacional
Con la Selección de fútbol de Irlanda del Norte, disputó 38 partidos internacionales y anotó solo 13 goles. Incluso participó con la selección norirlandesa, en una sola Copa Mundial, que fue en la edición de México 1986. donde anotó solamente un gol y lo marcó en la derrota por 2-1, ante su similar de España en Guadalajara, aunque posteriormente su selección, quedó eliminado en la primera fase del mundial realizado en México.

### Participaciones en Copas del Mundo
| Mundial                        | Sede   | Resultado    |
| ------------------------------ | ------ | ------------ |
| Copa Mundial de Fútbol de 1986 | México | Primera fase |

## Clubes
| Club                | País       | Año         |
| ------------------- | ---------- | ----------- |
| Ipswich Town        | Inglaterra | 1980 - 1981 |
| Peterborough United | Inglaterra | 1981 - 1984 |
| Gillingham          | Inglaterra | 1984        |
| Tranmere Rovers     | Inglaterra | 1984 - 1985 |
| Bournemouth         | Inglaterra | 1985 - 1986 |
| Southampton         | Inglaterra | 1986 - 1987 |
| Bournemouth         | Inglaterra | 1988        |
| Queens Park Rangers | Inglaterra | 1989 - 1990 |
| Portsmouth          | Inglaterra | 1990 - 1993 |